# Neil Jackson
Neil Jackson (nacido el 5 de marzo de 1976) es un actor y guionista inglés que ha aparecido en varias películas y series de televisión, es principalmente conocido por su papel como Marcus en Blade: la serie, Sasha en Make It or Break It y abraham van brunt (El Jinete sin Cabeza) Sleepy Hollow. Sus créditos como guionista incluyen la película The Passage. Ha actuado en varias otras películas incluyendo Quantum of Solace y Push.

## Primeros años
Jackson nació en Luton, Bedfordshire, el segundo de cuatro hijos de Dennis y Evelyn Jackson.
Neil fue introducido a la actuación estudiando teatro en la escuela superior de Harlington. Su maestro, Nigel Williams, lo colocó en varias de las obras de teatro escolares incluyendo Annie, Little Shop of Horrors, Hard Times, y West Side Story. También actuó en el National Youth Theatre como un adolescente antes de trasladarse a Cardiff a estudiar deporte en la Cardiff Metropolitan University (CMU) en Gales.
En Gales, Jackson comenzó a boxear competitivo después de enterarse de la Asociación de Deportes de las Universidades Británicas, que organiza una competición interuniversitaria celebrada a lo largo de toda Gran Bretaña. Él entró y ganó el oro en peso medio. Él defendería con éxito su título dos años más tarde. Su boxeo le valió una beca para seguir sus estudios para su maestría y quedarse en la CMU. Se graduó en 1998.

## Carrera
No sabiendo cómo entrar en la actuación, Jackson escribió un musical y lo ingresó en un concurso nacional para nuevos escritores. Quedó en tercer lugar y ganó la atención de productores en Londres, incluyendo a Michael Armstrong. Más tarde ingresó en la academia de actuación de Armstrong, graduándose en 2002.
El primer trabajo de actuación profesional de Jackson fue una producción del clásico de Strindberg La señorita Julia de gira nacional en el Reino Unido. Él interpretó al protagonista, Jean, un papel que él asumió en la producción del West End más tarde ese año. Su gran oportunidad llegó cuando Oliver Stone lo contrató como Pérdicas en Alejandro Magno junto a Colin Farrell y Angelina Jolie. Recuerda tener un ojo negro y tres puntos de sutura en la ceja cuando conoció a Oliver Stone, un hecho que él bromea le debe haber ayudado a que Stone lo contratara para el papel en el lugar.
En 2006 realizó una aparición como invitado en Cold Case, en el episodio «Sandhogs» de la temporada 4. Interpretó a Donny, la víctima que fue asesinada por su cuñado en un derrumbe. Luego en el año 2007 vio el lanzamiento de The Passage, una película escrita por Jackson y rodada en Marruecos, en el cual interpretó el papel protagonista junto a Stephen Dorff. La película ganó el premio del jurado de 2008 en el festival de cine de Durango. Hizo una aparición en CSI: Crime Scene Investigation, en el episodio «A La cart» de la temporada 8. Apareció como Ian en How I Met Your Mother. Al año siguiente en 2008 hizo una aparición en CSI: Miami y en 2009 apareció en Stargate Atlantis.
Jackson rodó una escena en Panamá para la película de James Bond Quantum of Solace, donde interpreta al personaje de Edmund Slate. Anteriormente actuó en la serie original de ABC Family, Make It or Break It como Sasha Belov. Además, Jackson ha aparecido como Lucas Hellinger, un conspirador de Blackout, en la serie FlashForward. En 2010 actuó como el chofer Harry Spargo en el resurgimiento de la serie de BBC Upstairs Downstairs.

## Filmografía selecta
- Alejandro Magno (2004)
- Sugar Rush (serie de TV) (2005)
- Desayuno en Plutón (2005)
- Stargate SG-1 (serie de TV) (2005)
- Cold Case (serie de TV) (2006)
- Blade: la serie (serie de TV) (2006)
- CSI: Miami (serie de TV) (2006)
- The Passage (2007) (actor/guionista)
- How I Met Your Mother (serie de TV) (2007)
- CSI: Crime Scene Investigation (serie de TV) (2007)
- Quantum of Solace (2008)
- Stargate Atlantis (serie de TV) (2009)
- Push (2009)
- Make It or Break It (serie de TV) (2009–2012)
- FlashForward (serie de TV) (2010)
- Conocerás al hombre de tus sueños (2010)
- Upstairs Downstairs (serie de TV) (2010)
- White Collar (serie de TV) (2011)
- Sleepy Hollow (serie de TV) (2013)
- Person of Interest (serie de TV) (2014)
- Bienvenidos a Marwen (2018)
- The King's Man (2021)[3]